# Gruppo cosmonauti TsKBEM 3
Il Gruppo cosmonauti  TsKBEM-3 è stato selezionato il 27 marzo 1973 ed è formato da quattro ingegneri di TsKBEM (l'attuale RKK Ėnergija). Strekalov era un membro dell'equipaggio della Sojuz T-10-1 quando sulla rampa di lancio è scoppiato un incendio ed è stato necessario attivare il sistema di fuga d'emergenza per mettere in sicurezza l'equipaggio.
- Vladimir Aksënov[1]

Sojuz 22
Sojuz T-2
- Aleksandr Ivančenkov[2]

Sojuz 29/Sojuz 31
Sojuz T-6
- Valerij Rjumin[3]

Sojuz 25
Sojuz 32/Sojuz 34
Sojuz 35/Sojuz 37
STS-91
- Gennadij Strekalov[4]

Sojuz T-3
Sojuz T-8
Sojuz T-10-1
Sojuz T-11/Sojuz T-10
Sojuz TM-10 (Mir 7)
Sojuz TM-21/STS-71 (Mir 18)